# Bassas da India
Le Bassas da India sono una serie di isolotti disabitati disposti ad anello dell'Oceano Indiano. Si trovano al largo della costa sud dell'Africa, nella parte meridionale del Canale del Mozambico, circa a metà strada tra Madagascar e Mozambico. La loro superficie totale è di soli 0,2 km², e la lunghezza complessiva delle coste è di 35,2 km.
Dal 1897 sono un possedimento della Francia, ma la loro proprietà è reclamata anche dal Madagascar. Dal 1968 la responsabilità amministrativa viene esercitata da un alto commissario della Repubblica Francese, residente a La Réunion, la Francia è incaricata della loro difesa. Oltre ad essere un luogo ostile per via dei periodici cicloni da cui sono colpite, le isole rappresentano anche un pericolo per la navigazione marittima poiché, circondate da barriere coralline, vengono completamente sommerse durante l'alta marea (il punto più elevato del territorio è a soli 2,4 m s.l.m.).
Le isole formano un atollo, emergendo da una scogliera (reef) circolare che altro non è che la cima di un vulcano sommerso e da lungo tempo inattivo. Il terreno è formato interamente da rocce vulcaniche, e il clima è tropicale. Le isole sono disabitate, quindi non ci sono attività agricole o economiche. Inoltre non vi sono porti o approdi: per raggiungere la costa si devono ancorare le navi al largo e usare un battello per giungere a riva. È anche il territorio emerso più piccolo al mondo, da non confondere con quello più piccolo abitato, lo Stato del Vaticano (0,44 km²).